# Cerithiopsis oxys
Cerithiopsis oxys är en snäckart som beskrevs av Bartsch 1911. Cerithiopsis oxys ingår i släktet Cerithiopsis och familjen Cerithiopsidae. Inga underarter finns listade i Catalogue of Life.